# 用井温泉
用井温泉（もちいおんせん）は、高知県四万十市西土佐用井にある温泉。四万十川と広見川が合流する地点で自然に恵まれた山あいにある。周辺には、キャンプ場、カヌー、サイクリングなどのレジャー施設が点在している。

## 泉質
- 単純温泉
  - 無色透明、無味無臭

## 温泉街
温泉街は無いが宿泊施設は、ホテルが一軒と数軒の民宿が点在している。温泉保養施設の西土佐山村ヘルスセンターは、 2017年（平成29年）3月31日で営業を終了している。

## アクセス
- 鉄道
  - JR四国 予土線江川崎駅から2キロメートル、徒歩約25分
- 自動車
  - 高知方面から、高知自動車道 四万十町中央ICから約60分
  - 松山方面から、松山自動車道 三間ICから約40分

## 周辺
- 西土佐ふれあいホール
- 四万十市立西土佐小学校
- 四万十市立西土佐中学校
- 江川崎地域気象観測所
- JR四国予土線江川崎駅
- 四万十川